# 吉姆 (頑童流浪記)
吉姆（英語：Jim）是馬克·吐溫小說《頑童流浪記》的主角之一，原是屬於華生小姐的黑奴，但後來展開逃亡，途中與男孩哈克貝利·芬結伴同行。他雖然個性迷信，但心地善良且忠厚能幹。

## 角色
吉姆原是隸屬於華生小姐的黑奴，住在美國密蘇里州的小鎮聖彼得堡，平時華生小姐對他非常地嚴厲。一次吉姆聽見主人打算要將自己賣到奧爾良去後，便立即出逃。途中他與受不了酒鬼父親虐待而出走的流浪兒哈克貝利·芬相遇，兩人結伴同行，駕著木筏沿著密西西比河前進。吉姆打算前往是自由州的伊利諾州開羅鎮，一路上他處處關照哈克的安危。
後來吉姆不幸被人抓住，哈克與好友湯姆·索亞聯手，使出許多花招來試圖營救吉姆。在這過程中，湯姆不慎中彈負傷，吉姆不顧自身安危，幫忙醫生救護湯姆。後來眾人才得知華生小姐死前已留下遺囑讓吉姆自由。

## 原型
吉姆這個角色可能是依照現實中吐溫的「精明、聰明、有禮且善良的」黑人管家喬治·格里芬塑造的，格里芬從1879年起開始擔任吐溫的管家，同時也被吐溫作為知己看待。
吐溫認識的黑人農民約翰·T·劉易斯也可能是角色吉姆的原型之一。